# Juan Claudio Burgos Droguett
Juan Claudio Burgos Droguett (San Vicente de Tagua Tagua, 9 de septiembre de 1966) es actor y dramaturgo chileno.

## Biografía
Estudió en la Universidad Metropolitana de Ciencias de la Educación y en la Escuela de Teatro de la Universidad Católica, de la que egresó en 1994. Entre 1996 y 1999, participa en los talleres de dramaturgia organizados por la Secretaría de Comunicación y Cultura del Ministerio Secretaría General de Gobierno, a cargo del francés Michele Azama, el argentino-español Rodrigo García y los chilenos Juan Radrigán y Benjamín Galemiri. En 1997 es seleccionado para participar en los Talleres José Donoso de la DIBAM, e integra un colectivo de jóvenes dramaturgos, bajo la égida de Marco Antonio de la Parra.
Profesor de Escritura Dramática, Historia del Teatro y Dramaturgia en diversas escuelas e instituciones. Ha participado, además, en varios congresos, cursos y seminarios en Chile, Brasil, España y Argentina.
Trabajó en la investigación que realiza el Programa de Investigación y Archivos de la Escena Teatral Chilena y Latinoamericana de la Escuela de Teatro de la Católica, bajo la dirección de María de la Luz Hurtado, e impartió los cursos Teatro Chileno y Teatro Universal en el Departamento de Teatro de la Universidad de Chile. Socio fundador de A.D.N. (Asociación de Dramaturgos Nacionales), que reúne a dramaturgos de la llamada Nueva Generación que desarrolla labores de difusión y experimentación en torno a trabajos de escritura y puesta en escena teatral contemporánea.
Reside desde 2003 en Madrid, España, en donde colabora con el grupo de investigación teatral Blenamiboá. Ha trabajado en la Universidad Carlos III de Madrid, ofreciendo talleres de dramaturgia y guion cinematográfico. Parte de su dramaturgia y ensayos ha sido publicada en las revistas Celcit (Argentina), Apuntes (Chile) y Ophelia (España), de la que es miembro de su redacción.
Desde el año 2020 es miembro del Laboratorio de Técnicas Performativas, proyecto de teatro englobado en la Universidad Complutense de Madrid. En dicho proyecto ha trabajado como actor en la obra Elizabeth Nietzsche en Paraguay del autor chileno Marco Antonio de la Parra, y como director de la obra Y heredarás la tierra del autor Sergio Altorre.

## Premios y reconocimientos
- Primera Mención Honrosa del Premio Pedro de la Barra 1997 del Teatro Nacional Chileno por Casa de Luna
- Premio Consejo Nacional del Libro y la Lectura 1998 categoría Teatro Inédito por Petrópolis o la invención del suicidio
- Beca del Fondo del Libro
- Beca de la Fundación Andes para escribir Tratado del Príncipe, las manos bermejas y la torre (2000)
- Finalista del Premio Altazor 2009 con Porque tengo sólo el cuerpo para defender este coto

## Obras de teatro
- Mal sueño, seleccionado para participar en la II Muestra de Dramaturgia Nacional, 1996
- Casa de Luna, 1997
- Petrópolis o la invención del suicidio, 1997
- Gólgota, 1998
- Convivio, 1999
- El café o los indocumentados, 2000
- La defense, (versión breve), 2000
- Hamlet o la rabia milenaria de los perros, 2000
- Tratado del Príncipe, las torres y las manos bermejas, Teatro San Ginés de Santiago, VII Muestra de Dramaturgia Nacional, julio de 2001 texto de la pieza Archivo Dramaturgia (enlace roto disponible en Internet Archive; véase el historial, la primera versión y la última).
- La defense, Casa de América, Madrid, dir.: Domingo Ortega, 2002
- Trasatlántico o la fuga de Europa, Teatro Antonio Varas, Santiago de Chile, VIII Muestra de Dramaturgia Nacional del Ministerio de Secretaría General de Gobierno, dir.: Guillermo Calderón, noviembre de 2002; texto de la pieza Archivo Dramaturgia
- Y dibujo una boca sobre mi boca, sala Planeta Quirquincho (Vicuña Mackenna 930), 10 de abril de 2003, dir.: David Costa; texto de la pieza Archivo Dramaturgia (enlace roto disponible en Internet Archive; véase el historial, la primera versión y la última).
- Inútil deseo, Casa de América, Madrid, dir.: Domingo Ortega, 2004
- Con la cabeza separada del tronco, 2004
- Hombre con pie sobre una espalda de niño, Casa de América, Madrid, dir.: Ricardo Balic, 2005
- Famélicos, 2006
- Porque tengo sólo el cuerpo para defender este coto , 2007
- Sangre como la mía, adaptación de la novela homónima de Jorge Marchant Lazcano, Teatro Mori Bellavista, 2011, dir.: Jimmy Daccarett
- Plena confusión de los seres, La Nao8 Teatro, 2017, dir.: Juan Claudio Burgos
- Delirio a dúo, Centro Gabriela Mistral, Chile, 2019, dir: José Ignacio García. Adaptación de Ionesco por Juan Claudio Burgos.
- Viaje, enfermedad, dientes, Matucana100, Chile, 2020, dir:  Stpehie Bastías Paredes.
- Lo iNNombrable, Centro Gabriel Mistral, Chile, 2022, dir: Nacho García.
- Longisland: periplo sentimental entre Gabriela Mistral y Doris Dana, El Umbral de la Primavera, Madrid, dir: Juan Claudio Burgos, 2024. Con María Imperio Robles y Marta Navas. [7]

### Libros
- Petrópolis y otros textos, Ciertopez, Santiago, 2006